# Bring Out The Wonderful Men
Bring On The Wonderful Men è una canzone scritta da Roger Edens con testi di Earl K. Brent è cantata dalla cantante e attrice Virginia O'Brien per il film Ziegfield Follies del 1946 ed parodia della canzone precedente del film Here's to the Girls, cantata da Fred Astaire e che apre il film, sviluppata sul tema del uomo e che parte con una parodia del tema principale del Overture dal Guillermo Tell all'inizio della canzone, che si frena per poi far partire la canzone.

## Il brano
Nel film il brano comincia subito dopo la fine della prima canzone ed essa è cantata dalla O'Brien sopra un cavallo che trotta, mentre la O'Brien si mette a cantare. La canzone, riguardo al suo contenuto, narra del uomo in generale e dell'amore che la donna deve provare per lui solo in un modo: quello della bellezza. Non importa se egli è bello, se alto, se basso, se grasso o magro. L'importante è che alla donna gli deve piacere lo stesso.
La canzone è stata scritta da Earl K. Brent, conosciuto al grande pubblico oggi per il suo testo della popolare Angel Eyes, poi proposta anche da Frank Sinatra, e la musica è stata curata e scritta dal produttore e musicista Roger Edens, noto per essere l'autore e produttore dei maggiori musicals della MGM nei anni 40' e già autore della canzone della O'Brien Salomè del 1943.